# Bryant Inoa Piantini
Rhalf Bryant Inoa Piantini (Santo Domingo, 23 febbraio 1988) è un cestista dominicano.
Guardia-ala di 195 cm, ha giocato sempre nelle serie minori perché ha disputato solo tre anni di settore giovanile in Italia e non ha ottenuto la formazione italiana.
Nel 3x3, ha ottenuto vari successi con la Nazionale della Rep. Dominicana ed è il fondatore della squadra dei Kings of Kings, con cui è stato campione d'Italia di pallacanestro 3x3 nel 2014e nel 2021. Ha partecipato alle Qualificazioni per le Olimpiadi di Tokyo 2021.